# Chucho Valdés
Chucho Valdés (Jesús Dionisio Valdés) (Quivicán, 1941. október 9. –) nyolcszoros Grammy-díjas kubai zongorista. Bebo Valdés fia. Édesanyja is zongorista volt, és a fia: Chuchito is azzá vált.
A híres havannai mulatóban, a Tropicanában már hároméves korában ott volt, kilencévesen pedig felvették a havannai konzervatóriumba.
Tizenhat évesen megalakította első zenekarát. Később Arturo Sandoval trombitással és Paquito D'Rivera klarinétossal létrehozta az Orquestra Cubana de Musica Modernát. Első híres szerzeményét, a Misa Negrát velük adta elő.
1970-ben a varsói Jazz Jamboree-n is fellépett.
1973-ban megalakult az Irakere. Ez az együttes nemzetközi hírűvé tette a kubai dzsesszt. Az együttes fellépett a Newport Jazz Festivalon és Montreux-ben is. Egyik koncertfelvételükkel elnyerték a Grammy-díjat.
Valdes 1980-ban Havanna Jazzfesztivál igazgatója lett.

## Diszkográfia
- 1986 Invitacion
- 1986 Lucumí
- 1991 Solo Piano
- 1995 Randes de La Música Cubana, Vol. 1
- 1997 Pianissimo
- 1998 Bele Bele en La Habana
- 1999 Babalú Ayé
- 1999 Briyumba Palo Congo
- 2000 Live at the Village
- 2000 Cuban Jazz Pianissimo
- 2000 Unforgettable Boleros
- 2000 Boleros Inigualables
- 2001 Solo: Live in New York
- 2001 Chucho Valdés Y Su Cuban Jazz
- 2002 Canciones Inéditas
- 2002 Cantata a Babalú Ayé
- 2002 Yemayá
- 2002 Fantasía Cubana: Variations on Classical Themes
- 2003 New Conceptions
- 2005 Virtuoso
- 2007 Cancionero Cubano
- 2008 Juntos Para Siempre
- 2010 Chucho's Steps